# Исламское движение Восточного Туркестана
Исла́мское движе́ние Восто́чного Туркеста́на (также известная как «Аль-Каида в Китае», Туркестанская исламская партия, Туркестанское исламское движение) — уйгурское незаконное вооружённое формирование, целью которого является создание независимого исламского (шариатского) государства в Восточном Туркестане и обращение всего китайского народа в ислам. По данным на 2005 год, Исламское движение Восточного Туркестана взяло на себя ответственность более чем за 200 актов терроризма в Китае,  в результате которых погибли не менее 162 человек и более 440 получили ранения[обновить данные].
Исламское движение Восточного Туркестана создано в 1993 году двумя выходцами из Хотана. В 1997 году было реорганизовано и существует в этом виде по сей день.
Подозревается в связях с Талибаном и Аль-Каидой. В 2002 году Хасан Махсум отрицал это.
В октябре 2008 года Синьхуа опубликовала список уйгурских «террористов», составленный Министерством общественной безопасности, в котором имя Абдула Хака не упоминалось.
ООН, Европейский союз, КНР, Казахстан, Киргизия и Афганистан признают Исламское движение Восточного Туркестана террористической организацией.
В США организация была включена в список террористических организаций в 2003 году и оставалась там до 6 ноября 2020 года, когда государственный секретарь США Майк Помпео издал соответствующую директиву США отменили эту классификацию на том основании, что «нет достоверных доказательств того, что ИДВТ продолжает существовать».

## Участие в конфликтах
- Борьба за независимость Восточного Туркестана — ведёт партизанскую войну против КНР на территории СУАР.
- Гражданская война в Афганистане (1992—2001) — на стороне Талибана.
- Война в Афганистане (2001-2021) — на стороне Талибана.
- Вазиристанская война — на стороне Вазиристана.
- Гражданская война в Сирии — на стороне Фронта ан Нусра.

## Деятельность в СУАР/Восточном Туркестане
- Террористический акт в Урумчи — взрыв склада на железнодорожной станции 23 мая 1998 года[4].
- Ограбление в Урумчи — разбойное похищение 247 000 юаней 4 февраля 1999 года[4].
- Террористический акт в Хотане — взрыв 25 марта 1999 года[4].
- Спецоперация в уезде Синьхэ — контртеррористическая операция китайской полиции 18 июня 1999 года[4].
- Сражение в уезде Акто — контртеррористическая операция китайской полиции 6 января 2007 года.
- Террористический акт в Кашгаре — атака 4 августа 2008 года. Составная часть уйгурских волнений 2008 года.
- Террористический акт в Аксу — взрыв 19 августа 2010 года.
- Террористический акт в Хотане — атака 18 июля 2011 года.
- Террористический акт в Кашгаре — атака 30—31 июля 2011 года.
- Захват заложников в Гуме — захват заложников 28 декабря 2011 года.
- Попытка угона китайского авиалайнера в Хотане (2012) — угон провалился 29 июня 2012 года.

## Комментарии
- ↑  Поскольку ИДВТ — суфийская группировка, а Аль-Каида — салафитская, то связи между ними маловероятны